# Brianeitor
Brian Albacete Oliver, más conocido como Brianeitor, es un actor, youtuber y streamer. Fue nominado a Premio Goya al mejor actor revelación por su papel en la película Campeonex. 

## Biografía
Brian Albacete Oliver nació el 11 de mayo de 2002 en El Ejido, Almería. Después de un mes del nacimiento de Brian, su madre falleció de un derrame cerebral, y cinco meses después, fue diagnosticado de espina bífida y atrofia muscular degenerativa, una condición genética que afecta a los nervios y que provoca tenga una dependencia del 87%.

## Carrera

### Inicios en redes sociales yTeam Heretics
Empezó en 2019 a hacer directo en Twitch y resubirlo en YouTube y TikTok, pero su popularidad llegaría en 2022 cuando jugaría a videojuegos como Fall Guys.Sus partidas jugando a este videojuego y dando todo tipo de consejos y trucos comenzaron a inundar todas las redes sociales. Gracias a su popularidad, llegó a más de 2 millones de seguidores en Tik Tok y más de 100.000 en YouTube y Twitch.
A finales de 2022, pegó otro salto en la fama debido a que el creador de contenido fichó por el Team Heretics, uno de los más importantes de 'e-sports' en España.

### Inicios en el cine
La carrera de Brian Albacete dio un giro inesperado cuando fue seleccionado para interpretar un papel en la película Campeonex (2023), la secuela de la exitosa Campeones dirigida por Javier Fesser. Sin ninguna experiencia previa en la actuación, Brian asumió el rol de una estrella de los e-sports, un papel que lo llevó a ser nominado al Premio Goya en la categoría de Mejor Actor Revelación en la 38.ª edición de estos premios.Su actuación en Campeonex, llena de carisma, humor y matices, ha sido aclamada tanto por la crítica como por el público, consolidando su popularidad y marcando el inicio de una prometedora carrera en el cine.

### Documental:La vida de Brianeitor
La inspiradora historia de Brian se contará en La vida de Brianeitor, un documental dirigido por el premiado cineasta Álvaro Longoria. Este documental, grabado en paralelo al rodaje de Campeonex, se presentó el 29 de septiembre en el 71 Festival de San Sebastián. La vida de Brianeitor narra la historia de superación de Brian y cómo los videojuegos y las redes sociales han transformado su vida. La película está estructurada en dos arcos temporales: sus 20 años de vida como Brian y su año de vida como Brianeitor 2002, desde que publicó su primer video en redes sociales.
Aunque Brian no se considera un ejemplo, el documental ha sido bien recibido, y como relata el propio Longoria, durante su estreno en el Festival de San Sebastián, Brian recibió "el aplauso más largo de su vida". Longoria destaca que Brian no es plenamente consciente de la repercusión que tiene y la que tendrá en el futuro.

## Reconocimientos
Además de su nominación al Goya, Brian ha recibido varios reconocimientos, entre ellos el Premio Cygnus de solidaridad y valores por el documental La vida de Brianeitor y el FAAM de Oro en Almería por su papel como referente para la discapacidad.

## Vida Personal
Brian reside con su padre y hermanos en el barrio de Piedras Redondas, en la ciudad de Almería. A pesar de sus limitaciones físicas, lleva una vida activa, dividiendo su tiempo entre sus actividades como streamer, sus compromisos comerciales y sus nuevas aventuras en la actuación. A lo largo de su vida, su padre, Paco Albacete, ha sido un apoyo fundamental, acompañándolo en cada paso de su camino.

## Filmografía

### Cine
- Campeonex (2023) - Papel: Estrella de e-sports (interpretándose a sí mismo)

## Premios y nominaciones

### Premios Goya
| Año  | Categoría              | Película  | Resultado |
| ---- | ---------------------- | --------- | --------- |
| 2023 | Mejor actor revelación | Campeonex | Nominado  |

### Medallas del CEC
| Año  | Categoría                                            | Película              | Resultado |
| ---- | ---------------------------------------------------- | --------------------- | --------- |
| 2023 | Actor revelación                                     | Campeonex             | Nominado  |
| 2023 | Largometraje documental                              | La Vida de Brianeitor | Nominado  |
| 2023 | Medalla Platino Educa de la Solidaridad (no ficción) | La Vida de Brianeitor | Ganador   |